# Aida '93
Aida '93 è un album di Rino Gaetano pubblicato nel 1993. In una veste più estesa rispetto alla precedente raccolta Gianna e le altre, include per la prima volta su cd la facciata B di Gianna, Visto che mi vuoi lasciare, mai pubblicata su album. La versione di Aida 93 è cantata dai cantautori partecipanti all'iniziativa Tour in Città, che rendono omaggio a Rino durante una serie di concerti che li vedevano protagonisti. Essi sono: Mario Amici, Angela Baraldi, Leandro Barsotti, Samuele Bersani, Bungaro, Enzo Carella, Bracco Di Graci, Angelo Messini, Tosca. Il brano viene suddiviso in piccole parti tra i vari interpreti e, alla fine, viene ricampionata la stessa voce di Rino che intona l'ultima parte dell'ultima strofa e il successivo ritornello.

## Tracce
1. Ma il cielo è sempre più blu (I parte) - 4:30
2. Tu, forse non essenzialmente tu - 3:35
3. Ad esempio a me piace il sud - 4:15
4. I tuoi occhi sono pieni di sale - 2:52
5. Aida - 4:22
6. Sfiorivano le viole - 4:58
7. Mio fratello è figlio unico - 3:18
8. Berta filava - 3:38
9. Spendi spandi effendi - 4:09
10. Visto che mi vuoi lasciare (lato B di "Gianna") - 3:20
11. Gianna - 3:46
12. E cantava le canzoni - 3:16
13. Nuntereggae più - 4:01
14. Resta vile maschio, dove vai? - 4:37
15. Anche questo è sud - 4:36
16. Ahi Maria - 4:51
17. Ti ti ti ti - 3:16
18. E io ci sto - 4:02
19. Ma se c'è Dio - 2:38
20. Aida '93 [Remix][1] - 4:44